# Blandy (Sena i Marne)
Blandy és un municipi francès, situat al departament del Sena i Marne i a la regió d'Illa de França. L'any 2007 tenia 753 habitants.
Forma part del cantó de Nangis, del districte de Melun i de la Comunitat de comunes Brie des Rivières et Châteaux.

## Demografia

### Població
El 2007 la població de fet de Blandy era de 753 persones. Hi havia 260 famílies, de les quals 60 eren unipersonals (20 homes vivint sols i 40 dones vivint soles), 72 parelles sense fills, 120 parelles amb fills i 8 famílies monoparentals amb fills.
La població ha evolucionat segons el següent gràfic:
Habitants censats

### Habitatges
El 2007 hi havia 323 habitatges, 280 eren l'habitatge principal de la família, 22 eren segones residències i 21 estaven desocupats. 294 eren cases i 26 eren apartaments. Dels 280 habitatges principals, 238 estaven ocupats pels seus propietaris, 31 estaven llogats i ocupats pels llogaters i 11 estaven cedits a títol gratuït; 1 tenia una cambra, 17 en tenien dues, 42 en tenien tres, 66 en tenien quatre i 154 en tenien cinc o més. 194 habitatges disposaven pel capbaix d'una plaça de pàrquing. A 107 habitatges hi havia un automòbil i a 157 n'hi havia dos o més.

### Piràmide de població
La piràmide de població per edats i sexe el 2009 era:
| Homes | Edats   | Dones |
| ----- | ------- | ----- |
| 0     | 95 o +  | 0     |
| 4     | 90 a 94 | 0     |
| 0     | 85 a 89 | 8     |
| 0     | 80 a 84 | 4     |
| 8     | 75 a 79 | 12    |
| 24    | 70 a 74 | 20    |
| 16    | 65 a 69 | 20    |
| 12    | 60 a 64 | 16    |
| 36    | 55 a 59 | 28    |
| 24    | 50 a 54 | 16    |
| 16    | 45 a 49 | 28    |
| 52    | 40 a 44 | 32    |
| 24    | 35 a 39 | 32    |
| 12    | 30 a 34 | 24    |
| 16    | 25 a 29 | 12    |
| 12    | 20 a 24 | 16    |
| 20    | 15 a 19 | 20    |
| 24    | 10 a 14 | 32    |
| 36    | 5 a 9   | 36    |
| 20    | 0 a 4   | 12    |

## Economia
El 2007 la població en edat de treballar era de 520 persones, 380 eren actives i 140 eren inactives. De les 380 persones actives 354 estaven ocupades (180 homes i 174 dones) i 26 estaven aturades (7 homes i 19 dones). De les 140 persones inactives 42 estaven jubilades, 58 estaven estudiant i 40 estaven classificades com a «altres inactius».

### Ingressos
El 2009 a Blandy hi havia 281 unitats fiscals que integraven 762,5 persones, la mediana anual d'ingressos fiscals per persona era de 25.865 €.

### Activitats econòmiques
Dels 32 establiments que hi havia el 2007, 1 era d'una empresa extractiva, 1 d'una empresa alimentària, 1 d'una empresa de fabricació d'altres productes industrials, 8 d'empreses de construcció, 6 d'empreses de comerç i reparació d'automòbils, 3 d'empreses d'hostatgeria i restauració, 2 d'empreses immobiliàries, 7 d'empreses de serveis, 1 d'una entitat de l'administració pública i 2 d'empreses classificades com a «altres activitats de serveis».
Dels 12 establiments de servei als particulars que hi havia el 2009, 1 era un paleta, 1 guixaire pintor, 1 fusteria, 3 lampisteries, 1 electricista, 1 empresa de construcció, 1 restaurant, 2 agències immobiliàries i 1 saló de bellesa.
Dels 2 establiments comercials que hi havia el 2009, 1 era una botiga de més de 120 m² i 1 una botiga de menys de 120 m².
L'any 2000 a Blandy hi havia 6 explotacions agrícoles.

## Equipaments sanitaris i escolars
El 2009 hi havia una escola elemental integrada dins d'un grup escolar amb les comunes properes formant una escola dispersa.

## Poblacions més properes
El següent diagrama mostra les poblacions més properes.